# Sick sinus syndrom
Sick sinus syndrom (nemoc chorého sinu) je porucha srdečního rytmu, pro kterou je typický výskyt epizod pomalé srdeční akce, v mnoha případech střídající se s rychlou akcí. Typická je také neschopnost srdce zrychlit svou frekvenci v situacích, kdy je to žádoucí (například při námaze).

## Příčiny
Jde o onemocnění spojené s degenerativními změnami v převodním systému srdečním, zejména v sinoatriálním uzlu. Vyskytuje se hlavně u starších lidí, obvykle nad 70 let, častěji u nemocných s ischemickou chorobou srdeční, hypertenzí, případně v souvislosti s prodělanými srdečními záněty (v minulosti např. u záškrtu).

## Formy
Jde spíše než o jednu nemoc o skupinu stavů s podobnými projevy, u nichž nalézáme různé nálezy na elektrokardiografii. U jednoho nemocného ale můžeme zaznamenat postupně různé EKG nálezy. Může jít o
- střídání rychlé srdeční akce při různých formách supraventrikulární tachykardií (fibrilace síní, flutter síní) a pomalé akce při sinoatriální blokádě nebo sinusové bradykardii. Tato forma je nejčastější.
- výraznou trvalou sinusovou bradykardii
- chronickou fibrilaci síní s pomalou srdeční frekvencí i bez ovlivnění léky. Pomalý převod ze síní a komory ukazuje na současné postižení atrioventrikulárního uzlu.

## Projevy
Mnohdy nemocný poruchu rytmu nevnímá, pomalá srdeční akce se ale může projevit náhle vzniklou poruchou vědomí, celkovou slabostí či nevýkonností. Naopak tachykardie se obvykle projeví bušením srdce.

## Vyšetření
Základem je elektrokardiografie (EKG), zejména dlouhodobý záznam křivky. K tomu se nejčastěji používá 24-hodinová monitorace (EKG Holter), který pomocí elektrod nalepených na hrudníku zaznamenává EKG během běžné denní zátěže do zařízení umístěného za pasem. Používají se i zátěžové testy – například bicyklová ergometrie, při které pacienti se sick sinus syndrom nedosáhnou při námaze obvykle frekvence více než 90 tepů za minutu, nebo atropinový test, kdy po podání atropinu také nedochází k dostatečnému vzestupu srdeční frekvence. 

## Léčba
Pokud ani po úpravě medikace (vysazení léků způsobujících bradykardii) nedochází k ústupu tendence k pomalé srdeční frekvenci a nemocný má potíže, je na místě zavedení kardiostimulátoru, který srdce stimuluje s vyšší frekvencí. Toto opatření je také důležité v případech, kdy dochází ke střídání rychlé a pomalé frekvence. Pomalá srdeční frekvence totiž znemožňuje podávat léky na utlumení tachykardie. Kardiostimulátor upraví pomalou frekvenci, rychlou sice neovlivní, ale umožní podat léky ke zpomalení srdce.